# Acenaftyleen
Acenaftyleen is een polycyclische aromatische koolwaterstof, die in koolteer aanwezig is. De structuur is die van naftaleen met een ethyleenbrug tussen de posities 1 en 8.

## Toepassingen
Door de ethyleengroep te hydrogeneren verkrijgt men acenafteen. Daarmee produceert men naftaleen-1,8-dicarbonzuuranhydride, dat een safener is voor herbiciden en tevens een tussenproduct voor kleurstoffen en pigmenten.
Acenaftyleen kan ook gepolymeriseerd worden, alleen of in copolymeren met andere monomeren zoals styreen of 1,3-butadieen.